# Clara Tausonová
Clara Tausonová (* 21. prosince 2002 Kodaň) je dánská profesionální tenistka a vítězka juniorské dvouhry na Australian Open 2019. Ve své dosavadní kariéře vyhrála na okruhu WTA Tour tři turnaje ve dvouhře, když poprvé triumfovala bez ztráty setu při své třetí účasti v hlavní soutěži na Lyon Open 2021. Jednu singlovou trofej přidala v sérii WTA 125. V rámci nižšího okruhu ITF získala jedenáct titulů ve dvouhře.
Na žebříčku WTA byla ve dvouhře nejvýše klasifikována v srpnu 2025 na 15. místě a ve čtyřhře v témže datu na 94. místě. Od roku 2025 ji trénuje partner Kasper Elsvad. Dříve tuto roli plnil Olivier Jeunehomme. Na kombinovaném juniorském žebříčku ITF se v roce 2019 stala první dánskou světovou jedničkou.
V dánském týmu Billie Jean King Cupu debutovala v roce 2017 litevským základním blokem 2. skupiny zóny Evropy a Afriky proti Egyptu, v němž prohrála s Mai Grageovou čtyřhru. Dánky přesto zvítězily 2:1 na zápasy. Do září 2023 v soutěži nastoupila ke čtrnácti mezistátním utkáním s bilancí 9–4 ve dvouhře a 1–1 ve čtyřhře.
Dánsko reprezentovala na Letních olympijských hrách 2024 v Paříži, kde v úvodu dvouhry podlehla Kanaďance Biance Andreescuové.

## Tenisová kariéra
Na Australian Open 2019 triumfovala ve dvouhře juniorek. Do soutěže vstupovala jako nejvýše nasazená hráčka. Jediný set jí odebrala domácí Anastasia Berezová v prvním kole. Ve finále přehrála čtvrtou nasazenou Leylah Annie Fernandezovou z Kanady a stala se první dívkou z Dánska, která triumfovala na Australian Open v juniorské dvouhře a druhou dánskou šampiónkou dívčího grandslamu vůbec, když navázala na triumf Caroline Woznické ve Wimbledonu 2006.

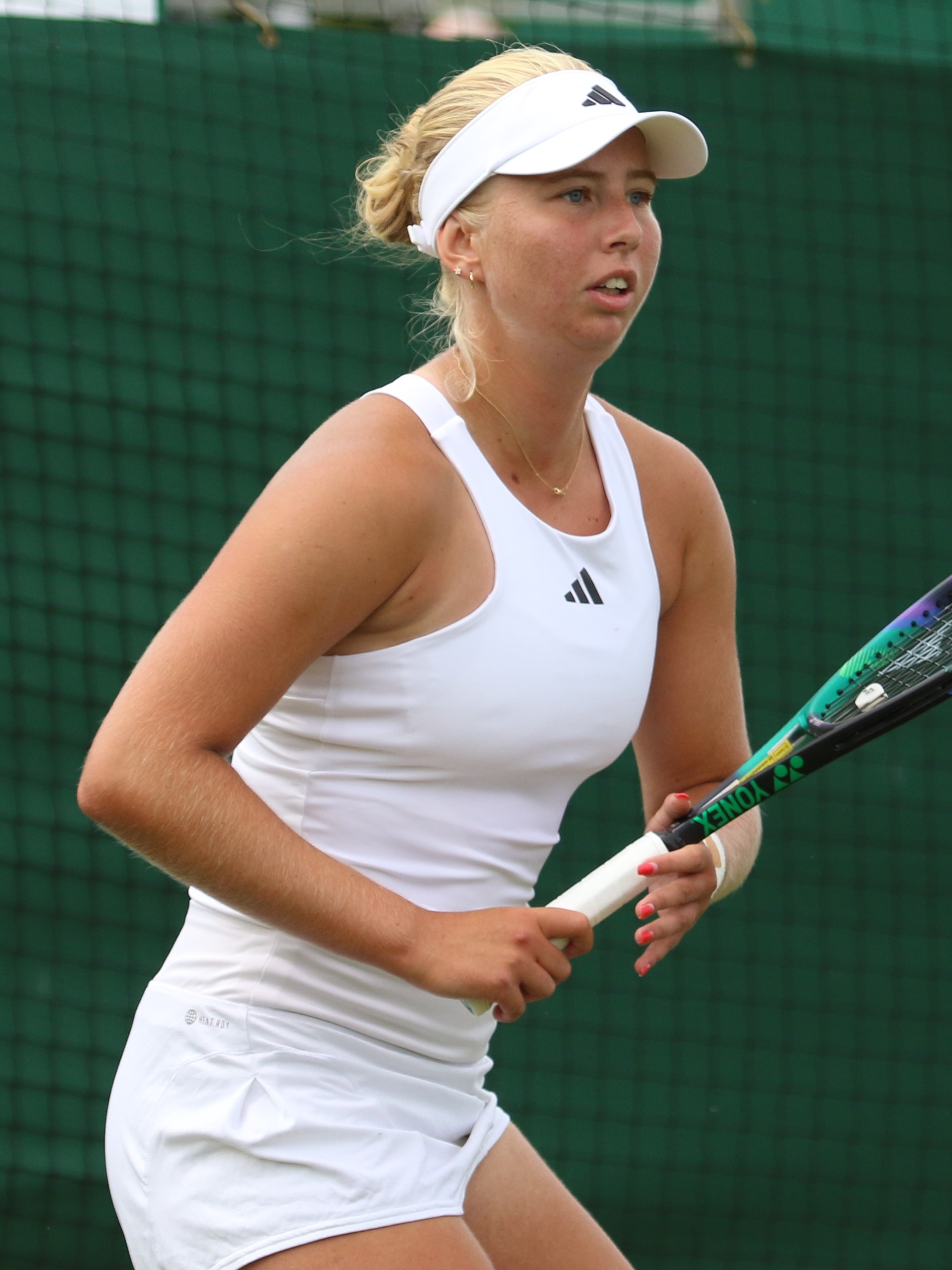
V kvalifikaci Wimbledonu 2023

Na okruhu WTA debutovala porážkou v prvním kole båstadského Swedish Open 2019, kam obdržela divokou kartu. V prvním kole skončila na raketě sedmé nasazené Jeleny Rybakinové. Premiérovou účast v kvalifikaci turnaje z kategorie Premier 5 zaznamenala na čínském Wuhan Open 2019. Nad její síla byla hned v prvním zápase Kazaška Zarina Dijasová, na kterou nestačila po třísetovém boji. Na srpnovém Prague Open 2020 ze série WTA 125K, hraného jako náhrada za zrušenou kvalifikaci US Open porazila v prvním kole patnáctiletou Češku Lindu Fruhvirtovou, bývalou hráčku první desítky Saru Erraniovou a Polku Maju Chwalińskou. Ve čtvrtém kole ji zastavila pozdější vítězka Slovenka Kristína Kučová.
Do kvalifikace majoru zasáhla poprvé na French Open 2020, hraném v netradičním podzimním termínu, a se ztrátou pouze jednoho setu prošla tříkolovým kvalifikačním sítem. V prvním kole hlavní soutěže pak překvapivě porazila 21. nasazenou tenistku a čerstvou semifinalistku US Open Jennifer Bradyovou poměrem 9–7 ve třetí rozhodující sadě, když v jejím průběhu odvrátila dva mečboly soupeřky. Ve druhém kole ji zastavila další Američanka Danielle Collinsová.
Sezónu 2021 zahájila prohrou v prvním kole kvalifikace Australian Open hrané v Dubaji. Pro nízký žebříček a omezený počet turnajů se v druhé půlce ledna a února zúčastnila celkem čtyř turnajů nižší kategorie ITF, přičemž dva z nich – v Fudžajře a Altenkirchenu, získala osmý, resp. devátý titul z tohoto okruhu. Jako 139. hráčka světa prošla dvoukolovou kvalifikací na lyonském turnaji a zajistila si třetí účast v hlavní soutěži turnaje WTA. Postupně zdolala turnajovou jedničku Rusku Alexandrovovou, Maďarku Babosovou, Italku Giorgiová a Španělku Badosovou, aby postoupila do finále. V něm porazila další kvalifikantku Viktoriji Golubicovou a získala první kariérní titul z hlavní okruhu. Cestou turnajem neztratila v sedmi zápasech ani jeden set. Díky bodovému zisku si zajistila posun do první světového stovky žebříčku WTA na 96. příčku.

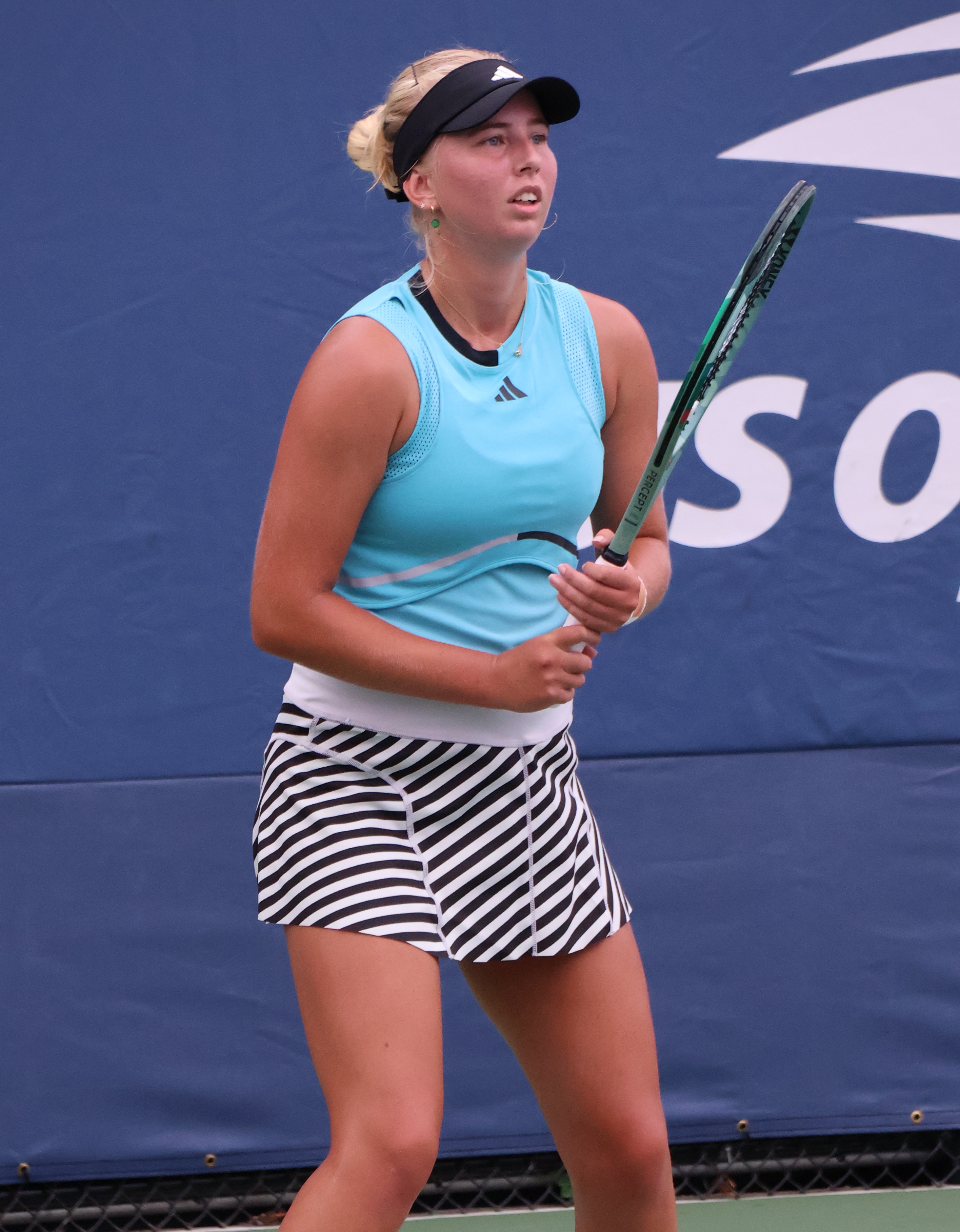
US Open 2023 opustila ve druhém kole

Grandslamové osmifinále si poprvé zahrála ve 21 letech na French Open 2024. Ve druhém kole zvládla třísetovou bitvu proti světové jedenáctce  Jeļeně Ostapenkové a nezastavila ji ani Američanka Sofia Keninová. Ve čtvrtém duelu však podlehla deváté ženě klasifikace Ons Džabúrové po dvousetovém průběhu. Na dalších šesti turnajích letní sezóny 2024 nepřešla první kola včetně dvou kvalifikací, když nezvládla vstup do Libéma Open, kvalifikace Rothesay International, Wimbledonu, pařížské olympiády, National Bank Open a kvalifikace Cincinnati Open. Až generálka newyorského grandslamu, Tennis in the Land v Clevelandu, přinesla postup do druhé fáze přes Annu Karolínu Schmiedlovou z deváté desítky klasifikace. Poté získala jen čtyři gamy na pátou nasazenou Anastasiji Potapovovou. Na US Open 2024 zopakovala vítězný třísetový vstup proti Schmiedlové, než ji stopku vystavila světová osmnáctka Diana Šnajderová. Ve čtvrtfinále ósackého Japan Open 2024 nestačila na sedmou nasazenou Francouzku Diane Parryovou v jejich prvním vzájemném duelu.
Sezónu 2025 zahájila třetím kariérním titulem WTA, a prvním pod otevřeným nebem, na aucklandském ASB Classic. Již ve druhém kole odvrátila Keninové mečbol v tiebreaku druhé sady, a o postupu rozhodla až ve zkrácené hře třetího dějství. Do semifinále prošla přes turnajovou jedničku Madison Keysovou, která poté ovládla australský grandslam. Nezastavila ji ani další Američanka Robin Montgomeryová. Po ztrátě úvodní sady jí ve finále skrečovala Naomi Ósakaová pro svalové zranění břišní stěny. Třetím kolem na Australian Open 2025 zopakovala tři roky staré maximum, když vyřadila Lindu Noskovou a Tatjanu Mariovou. Recept však nenašla na první tenistku světa Arynu Sabalenkovou. Po semifinálové porážce od Jastremské na únorovém  Ladies Linz 2025 dosáhla debutovou finálovou účast v kategorii WTA 1000. Při průchodu pavoukem na Dubai Tennis Championships 2025 porazila pět členek Top 50. Po výhrách nad Šramkovou a Svitolinovou oplatila čerstvou porážku Sabalenkové, čímž poprvé v kariéře zdolala světovou jedničku. Favoritka získala jen pět gamů. V prvním kariérním čtvrtfinále WTA 1000 si po měsíci opět poradila s Noskovou a v třísetové semifinálové bitvě i s Karolínou Muchovou. 
V nejnižším součtu věků finalistek historie „tisícovkové“ kategorie (17 a 22 let), prohrála zápas o titul se světovou čtrnáctkou Mirrou Andrejevovou ve dvou sadách. Bodový zisk ji na začátku března 2025 katapultoval na nové žebříčkové maximum, 21. místo.
Na montréalském National Bank Open 2025 prošla do semifinále přes světovou trojku Igu Światekovou a osmičku Madison Keysovou. Poprvé v kariéře tak na jediném turnaji porazila více hráček z Top 10. Światekové v sezóně oplatila měsíc starou porážku z Wimbledonu. V montréalském semifinále, druhém kariérním v úrovni WTA 1000, však podlehla Naomi Ósakaové.

## Finále na okruhu WTA Tour

### Dvouhra: 5 (3–2)
| Legenda        |
| -------------- |
| Grand Slam (0) |
| WTA Finals (0) |
| WTA 1000 (0–1) |
| WTA 500 (0)    |
| WTA 250 (3–1)  |

| Stav       | č. | datum          | turnaj                         | kategorie | povrch    | soupeřka ve finále   | výsledek      |
| ---------- | -- | -------------- | ------------------------------ | --------- | --------- | -------------------- | ------------- |
| Vítězka    | 1. | 7. března 2021 | Lyon, Francie                  | WTA 250   | tvrdý (h) | Viktorija Golubicová | 6–4, 6–1      |
| Vítězka    | 2. | 19. září 2021  | Lucemburk, Lucembursko         | WTA 250   | tvrdý (h) | Jeļena Ostapenková   | 6–3, 4–6, 6–4 |
| Finalistka | 1. | 31. října 2021 | Courmayeur, Itálie             | WTA 250   | tvrdý (h) | Donna Vekićová       | 6–7(3–7), 2–6 |
| Vítězka    | 3. | 5. ledna 2025  | Auckland, Nový Zéland          | WTA 250   | tvrdý     | Naomi Ósakaová       | 4–6, 0–0skreč |
| Finalistka | 2. | 22. února 2025 | Dubaj, Spojené arabské emiráty | WTA 1000  | tvrdý     | Mirra Andrejevová    | 6–7(1–7), 1–6 |

## Finále série WTA 125

### Dvouhra: 4 (1–3)
| Legenda       |
| ------------- |
| WTA 125 (1–3) |

| Stav       | č. | datum         | turnaj                 | povrch    | soupeřka ve finále  | výsledek      |
| ---------- | -- | ------------- | ---------------------- | --------- | ------------------- | ------------- |
| Vítězka    | 1. | srpen 2021    | Chicago, Spojené státy | tvrdý     | Emma Raducanuová    | 6–1, 2–6, 6–4 |
| Finalistka | 1. | prosinec 2022 | Limoges, Francie       | tvrdý (h) | Anhelina Kalininová | 3–6, 7–5, 4–6 |
| Finalistka | 2. | duben 2024    | Oeiras, Portugalsko    | antuka    | Suzan Lamensová     | 4–6, 7–5, 4–6 |
| Finalistka | 3. | říjen 2024    | Hongkong, Čína         | tvrdý     | Ajla Tomljanovićová | 6–4, 4–6, 4–6 |

## Tituly na okruhu ITF
| Kategorie turnajů ITF | Kategorie turnajů ITF |
| --------------------- | --------------------- |
| Turnaje W100          | Turnaje W80           |
| Turnaje W75/W60       | Turnaje W50           |
| Turnaje W35/W25       | Turnaje W15/W10       |

### Dvouhra (11 titulů)
| č.  | datum         | turnaj                            | kategorie | povrch      | soupeřka ve finále            | výsledek         |
| --- | ------------- | --------------------------------- | --------- | ----------- | ----------------------------- | ---------------- |
| 1.  | říjen 2017    | Stockholm, Švédsko                | W15       | tvrdý (h)   | Jekatěrina Jašinová           | 6–3, 6–2         |
| 2.  | květen 2019   | Monastir, Tunisko                 | W15       | tvrdý       | Arianne Hartonová             | 6–2, 6–1         |
| 3.  | březen 2019   | Ping-šan, Čína                    | W60       | tvrdý       | Liou Fang-čou                 | 6–4, 6–3         |
| 4.  | březen 2019   | Sia-men, Čína                     | W15       | tvrdý       | Kuo Mej-čchi                  | 2–6, 6–3, 6–2    |
| 5.  | září 2019     | Meitar, Izrael                    | W60       | tvrdý       | Katharina Hobgarská           | 4–6, 6–3, 6–1    |
| 6.  | únor 2020     | Glasgow, Velká Británie           | W25       | tvrdý (h)   | Viktorija Tomovová            | 6–4, 6–0         |
| 7.  | srpen 2020    | Oeiras, Portugalsko               | W15       | antuka      | María Gutiérrezová-Carrascová | 6–3, 6–2         |
| 8.  | leden 2021    | Fudžajra, Spojené arabské emiráty | W25       | tvrdý       | Viktorija Golubicová          | 6–0, 4–6, 6–3    |
| 9.  | únor 2021     | Altenkirchen, Německo             | W25       | koberec (h) | Simona Waltertová             | 3–6, 6–1, 6–3    |
| 10. | prosinec 2022 | Sëlva, Itálie                     | W25       | tvrdý (h)   | Emina Bektasová               | 6–3, 7–5         |
| 11. | únor 2023     | Altenkirchen, Německo             | W60       | koberec (h) | Greet Minnenová               | 7–6(5), 4–6, 6–2 |

## Finále na juniorském Grand Slamu

### Dvouhra juniorek: 1 (1–0)
| Stav    | rok  | turnaj          | povrch | soupeřka ve finále        | výsledek |
| ------- | ---- | --------------- | ------ | ------------------------- | -------- |
| Vítězka | 2019 | Australian Open | tvrdý  | Leylah Annie Fernandezová | 6–4, 6–3 |